# 사메단-폰트레시나 철도
사메단-폰트레시나 철도(Samedan–Pontresina railway)는 래티셰 철도(Rhätischen Bahn ; RhB)에서 운영하는 스위스 미터궤 철도이다. 이 노선은 상부 엥가딘을 통과하여 사메단과 폰트레시나를 연결하고, 알불라 철도와 베르니나 철도 사이를 연결한다. 이 라인은 종종 베버에서 스쿠올-타라스프까지 연결되는 엥가딘 라인의 일부로 간주되며, 이 라인은 운영상 밀접하게 연결되어 있다. 사메단-폰트레시나 철도 노선은 RhB 간선 네트워크의 일부이므로 킬로미터(측쇄)는 란트콰르트에서 영점을 갖는다.

## 역사
철도 노선은 1908년 7월 1일 폰트레시나 - 모르테라치 구간과 함께 베르니나 철도 회사(Berninabahn-Gesellschaft)에 의해 개통되었다. 1909년 7월 1일까지 RhB 간선 네트워크와 이미 직류로 전철화되었지만, 베르니나 철도 사이의 유일한 연결이었다. 사메단-폰트레시나선은 1913년에 11kV 16⅔ Hz AC로 전철화되었다.

## 운행
폰트레시나 역은 2계통 역이다. 사메단에서 출발하는 기차는 트랙 1과 2를 사용하고, 베르니나 철도의 기차는 트랙 4에서 7을 사용한다. 트랙 3에는 전환 가능한 가공선이 있으며, 예를 들어 쿠어에서 티라노까지 베르니나 익스프레스 및 소위 하이디익스프레스가 사용된다. 이를 통해 역에서 사용되는 시스템 변경은 물론 필요한 전력 시스템으로 열차의 출입을 허용한다.

### 참고자료
- Domenig, Hans (2000). “Vom Tingelzüglein zur Hochgebirgsbahn”. 《Terra Grischuna》 (독일어) (Chur: Terra Grischuna Verlag) 59 (1). ISSN 1011-5196.
- Hess, Katharina; Müller, Paul Emanuel (1990). “Über der wilden Plessur”. 《Terra Grischuna》 (독일어) (Chur: Terra Grischuna Verlag) 48 (1). ISSN 1011-5196.
- Rhätische Bahn, 편집. (1988). 《Rhätische Bahn heute – morgen – gestern》 (독일어). Verlagsgemeinschaft (Desertina Verlag, Disentis; Verlag M&T-Helvetica, Chur; Terra Grischuna Verlag, Bottmingen. ISBN 3-907036-08-5. (Festschrift for the 100-year anniversary of the line)
- Schönborn, Hans-Bernhard (2009). 《Die Rhätische Bahn, Geschichte und Gegenwart》 (독일어). GeraMond. ISBN 978-3-7654-7162-9.
- Wägli, Hans G. (2010). 《Schienennetz Schweiz und Bahnprofil Schweiz CH+》 (독일어). Zürich: AS Verlag. ISBN 978-3-909111-74-9.
- 《Die RhB; specials, parts 1–4》 (독일어). Eisenbahn Journal/Hermann Merker Verlag GmbH Fürstenfeldbruck. 1995–2000. ISBN 3-89610-038-6.